# Olga Francesca Linares
Olga Francesca Linares (David, 10 de noviembre de 1936 - Ciudad de Panamá, 2 de diciembre de 2014) fue la primera arqueóloga panameña. Fue científica sénior y emérita en el Instituto Smithsonian de Investigaciones Tropicales de Panamá (STRI, por su acrónimo en inglés), que le apoyó en gran parte de sus investigaciones a lo largo de su carrera. Fue una de las primeras investigadoras en el continente americano en integrar la colaboración de botánicos, zoólogos y paleoambientalistas para analizar e interpretar los restos biológicos recuperados de sitios arqueológicos en Panamá. Estos esfuerzos de colaboración multidisciplinaria, que ahora se considera esencial para la investigación arqueológica, reveló el enorme potencial de los sitios arqueológicos tropicales para abordar importantes preguntas sobre cambio biocultural. Linares es reconocida por sus trabajos en la ecología cultural de Panamá, y en la región de Casamance al sur de Senegal, así como por su investigación pionera que integró arqueología, ecología humana y antropología social y económica de maneras innovadoras.

## Biografía
Olga Linares era originaria de la ciudad de David (provincia de Chiriquí, Panamá), la primera hija del matrimonio entre el puertorriqueño Francisco Linares y la panameña Olga Tribaldos Jurado.En 1958, Linares obtuvo su B.A. en Antropología por el Vassar College, y más tarde completó su Ph.D. en la misma disciplina por la Harvard University en 1964. Fue también profesora de antropología en la Harvard University en  Cambridge, Massachusetts, en 1964; y profesora de antropología en la Universidad de Pensilvania en Filadelfia desde 1966 hasta 1971. En 1973, se incorporó como científica permanente en STRI. En 1974, Linares fue profesora asociada visitante en la Universidad de Texas en Austin. Trabajó como becaria en el Centro de Estudios Avanzados de la Universidad Stanford, en California, desde 1979 hasta 1980 y como profesora visitante en 1982. De 1986 a 1987 fue becaria en St. John's en la Cambridge University de Inglaterra. En 2002, participó de un fideicomiso para el International Plant Genetic Resources Institute, de Roma. En 2008, se jubiló como científica de investigación sénior en STRI, luego de más de 30 años. Sin embargo, conservó su condición de científica emérita del Instituto hasta su muerte en 2014.

## Principales proyectos de investigación
Linares comenzó su carrera como arqueóloga centrada en el estudio de Centroamérica, particularmente Panamá. Sus investigaciones sobre las relaciones de las sociedades precolombinas en la región revelaron que Panamá no era únicamente un corredor entre Mesoamérica y Sudamérica, sino que hubo poblaciones que vivían, cazaban y cultivaban allí. Durante la década de los ochenta identificó cinco zonas arqueológicas en la provincia de Chiriquí: Cerro Punta, Bambito, Zona Intermedia, Los Llanos y Zona Suroeste. En una de sus primeras investigaciones exploró las secuencias de ocupación en el Golfo de Chiriquí, del área central de Panamá, desde AD 300 a la 'Cultura clásica' de la provincia de Chiriquí. Este fue el primer intento de establecer una cronología de Chiriquí, sobre la base de refugios con depósitos estratificados. Lo hizo mediante el estudio de evolución de las técnicas de cerámica de cuatro yacimientos arqueológicos de la región que presentan una secuencia de ocupación que se relaciona a continuación con otras provincias panameñas centrales y en Costa Rica.
Linares estudió también la radiación adaptativa en poblaciones prehistóricas en Panamá Occidental. Para ello, analizó la evidencia arqueológica de dos diferentes ambientes presentes al mismo tiempo, uno húmedo, mientras que el otro era más estacional, para explicar la divergencia de un pueblo con un único origen. En cuanto a los diferentes ambientes observó la aparición de diferentes prácticas agrícolas: vegecultura versus cultivos de semilla. Al observar lo que pudo haber sucedido cuando una antigua población emigraba y colonizaba un territorio nuevo, Linares desarrolló esencialmente teorías de los patrones del poblamiento de las Américas.Linares además examinó la ecología y las artes en la antigua Panamá. Durante estas investigaciones, estudió la cultura y el arte de las antiguas poblaciones de las provincias centrales de Panamá. Gran parte de su investigación se llevó a cabo en Sitio Conte, donde se recogían los artefactos con el fin de comprender mejor el significado y la función de las artes. Esto incluyó un estudio de las prácticas comerciales y las estructuras sociales de poder en el siglo XVI de las culturas Cocle y Kuna.
Desde la década de 1980 y a lo largo de toda su carrera profesional, Linares estudió la región de Casamance. En concreto, se centró en las organizaciones sociales y de producción de alimentos del pueblo Jola (también llamado Diola). Analizó las diferentes técnicas de producción de arroz de inundación y las comparó con los diferentes medios de cultivo en la región. También examinó cómo la organización social moldeaba esos distintos métodos.Un ejemplo de esto era el rol que jugaba el género en la producción de cultivos de cosecha versus agricultura de subsistencia. Aquí se evidenciaron los efectos de la influencia colonial sobre las prácticas de los Jola, y cómo los cultivos tradicionales difieren del cultivo moderno de cultivos exclusivamente para la exportación.
Además de las prácticas rurales de cultivo de alimentos, Linares exploró una nueva forma a la que ella se refería como agricultura urbana que se desarrolló en la era del poscolonialismo. Con mucha migración a las grandes ciudades, las prácticas tradicionales de agricultura de subsistencia se transformaron en agricultura de traspatio en las zonas urbanas, que no sólo ofrecía otra fuente de alimentación, sino también una manera de mantener y fortalecer la amistad y la cooperación entre los grupos étnicos, así como para enriquecer la diversidad genética en los entornos urbanos.Por otra parte, analizó el papel que el gobierno ha desempeñado en los fracasos agrícolas debido a la sequía en la región de Ziguinchor (lo que era la Baja Casamance). Según Linares, la sequía y otros factores incontrolables no eran la única razón para rendimientos agrícolas mediocres, sino también la incapacidad del Estado para responder de manera eficaz y adecuada a estos problemas ambientales.
Su investigación todavía se cita en artículos y libros sobre temas que van desde el simbolismo cultural hasta la arqueología ambiental y la domesticación de animales. En 2016, STRI organizó un simposio académico en su honor.

## Publicaciones
- Linares, Olga F. et al. 1975. "Prehistoric agriculture in tropical highlands." Science, Vol. 187(n.s.):4172, pp. 137–45.
- Linares, Olga F. 1976. ""Garden hunting" in the American Tropics." Human Ecology, 4, (4) 331–349. https://doi.org/10.1007/BF01557917.
- Linares, Olga F. 1977. Ecology and the arts in ancient Panama: on the development of social rank and symbolism in the central provinces. Washington DC: Dumbarton Oaks. In Studies in Pre-Columbian Art and Archaeology.
- Linares, Olga F. 1992. Power, prayer and production: The Jola of Casamance, Senegal. Cambridge, UK: Cambridge University Press. In Cambridge Studies in Social and Cultural Anthropology.
- Eyzaguirre, Pablo B. and Linares, Olga F., editors. 2004. Home Gardens and Agrobiodiversity. Smithsonian Institution Press.
- Linares, Olga F. 2007. "Creación de la diversidad cultural: los bosques tropicales transformados." In Ecología y evolución en los trópicos. Leigh, Egbert Giles, Jr., Herre, Edward Allen, Jackson, Jeremy B. C., and Santos-Granero, Fernando, editors. 608–618. Panama: Editora Nova Art.

## Membresías

### Subvenciones
National Science Foundation, 1965, 1970—73

### Miembro
American Association for the Advancement of Science; mem.: National Academy of Sciences, Royal Anthropology Institute, Am. Anthropology Association (member ethics committee 1992—93).